# Daniela Gerd tom Markotten

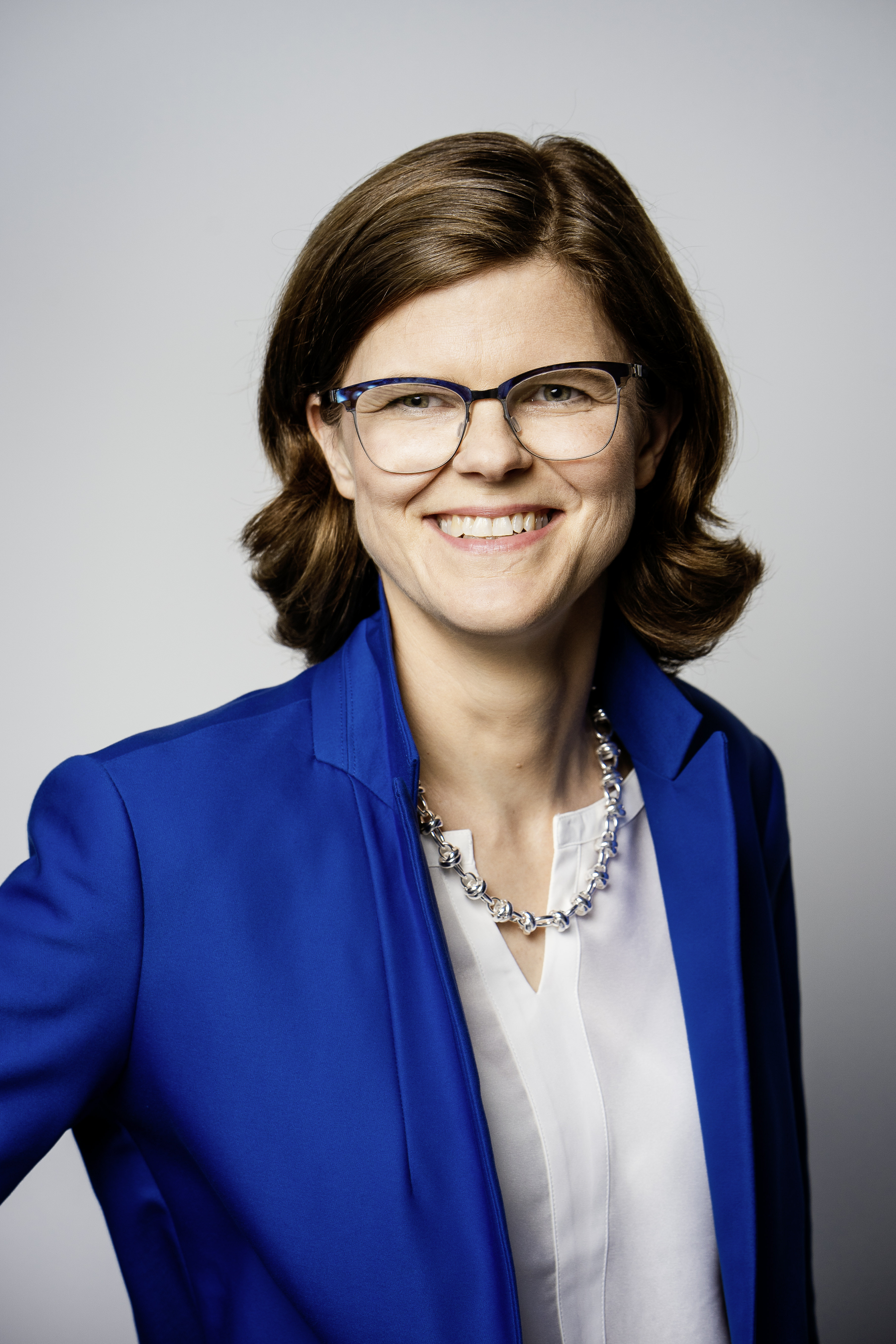
Daniela Gerd tom Markotten (2021)

Daniela Gerd tom Markotten (* 1974 in Bielefeld) ist eine deutsche Managerin. Seit September 2021 ist sie im Vorstand der Deutschen Bahn für das Ressort Digitalisierung und Technik zuständig. Zuvor war die promovierte Wirtschaftsingenieurin  für Daimler tätig.

## Ausbildung
Gerd tom Markotten studierte Wirtschaftsingenieurwesen an der Universität Karlsruhe und promovierte 2003 zum Thema IT-Sicherheit an der Albert-Ludwigs-Universität in Freiburg.

## Wirken
Gerd tom Markotten begann ihre berufliche Laufbahn in der internationalen Nachwuchsgruppe des Daimler-Konzerns und wirkte unter anderem an Projekten in Auburn Hills und Tokio mit. Ab 2005 folgten verschiedene Management-Funktionen im Bereich der Logistik-IT. Mitte 2014 wurde sie Leiterin der Abteilung „Center of Competence Marketing“ im IT-Bereich von Daimler. Ab 2014 verantwortete sie das Auftragszentrum Lkw, Charterway International sowie Fleetboard. 2016 übernahm sie den Bereich „Digital Solutions & Services“ bei Mercedes-Benz Lkw und wurde in Personalunion CEO von Fleetboard.
2017 wechselte Gerd tom Markotten zum Mobilitätsdienstleister Moovel, einem Gemeinschaftsunternehmen von BMW und Daimler. Mitte 2020 gründete sie das Start-up-Unternehmen iuhhoo, das eine Software für KI-/AR-basierte Videoanrufe zur Fernunterstützung entwickelte.
Im Juni 2021 berief der Aufsichtsrat der Deutschen Bahn Gerd tom Markotten in den Vorstand. Zu ihren Aufgabenbereichen gehören neben dem digitalen Transformationsprozess auch die DB Fahrzeuginstandhaltung und der konzerninterne IT-Dienstleister DB Systel. Gerd tom Markotten forcierte den Einsatz von KI-Technologien im Rahmen der Disposition, um die Pünktlichkeit von Zügen wie der S-Bahnen in Frankfurt am Main, München und Stuttgart zu verbessern. Sie arbeitet an besserem Mobilfunk und schnellerem Internet für Reisende. Zudem lässt sie Ersatzteile mit 3D-Druckern herstellen, um Instandhaltungszeiten zu verkürzen. Am 27. September 2023 wurde sie vom Aufsichtsrat der DB für fünf Jahre, bis 2029, wiederbestellt.